# Versorgungsvertrag (Gesundheitswesen)
Der Versorgungsvertrag ist im Gesundheitswesen ein öffentlich-rechtlicher Vertrag zwischen den öffentlich-rechtlichen Krankenkassen oder Pflegekassen der sozialen Pflegeversicherung und dem Träger einer öffentlich-rechtlichen oder privaten Einrichtung.

## Rechtsgrundlagen
Der Versorgungsvertrag bei Krankenkassen regelt die Beziehungen zwischen den Krankenkassen und ihren Verbänden einerseits und dem Leistungserbringer andererseits auf der Grundlage der jeweils gültigen Richtlinien des Bundesausschusses der Ärzte und Krankenkassen über die Verordnung von häuslicher Krankenpflege nach § 92 Abs. 1 Nr. 6 und Abs. 7 SGB V sowie des Verzeichnisses verordnungsfähiger Maßnahmen der häuslichen Krankenpflege. Er regelt ferner die Versorgung der Versicherten mit Haushaltshilfe gemäß § 38 Abs. 1 und 2 SGB V und § 24h SGB V.
Aufgrund des Versorgungsvertrags darf die Einrichtung an der Gesundheitsversorgung der Versicherten teilnehmen. Der Versorgungsvertrag nach § 108 Nr. 3 SGB V kommt durch Einigung zwischen den Landesverbänden der Krankenkassen und den Ersatzkassen gemeinsam und dem Krankenhausträger zustande (§ 109 SGB V). Die Krankenkassen dürfen medizinische Leistungen zur Vorsorge oder Leistungen zur medizinischen Rehabilitation einschließlich der Anschlussheilbehandlung, die eine stationäre Behandlung, aber keine Krankenhausbehandlung erfordern, nur in Vorsorge- oder Rehabilitationseinrichtungen erbringen lassen, mit denen ein Versorgungsvertrag besteht (§ 111 Abs. 1 SGB V).

### Bereich der Pflege
Versorgungsverträge in der Pflege werden nach § 72 SGB XI geschlossen, um den Sicherstellungsauftrag zu erfüllen. Die Pflegekassen dürfen ambulante und stationäre Pflege nur durch Pflegeeinrichtungen gewähren, mit denen ein Versorgungsvertrag besteht (§ 72 Abs. 1 SGB XI). Sie legen Art, Inhalt und Umfang der allgemeinen Pflegeleistungen fest, die von einer Pflegeeinrichtung zu erbringen sind. Im Falle einer Praxisklinik (§ 115 Abs. 2 Nr. 1 SGB V) ist der Abschluss eines Versorgungsvertrags mit den Krankenkassen erforderlich.

### Bereich Krankenhaus
Der Versorgungsvertrag von Krankenhäusern in Deutschland basiert auf den Bestimmungen nach § 109 (1) SGB V. Er korrespondiert mit der jeweiligen Krankenhausplanung in den jeweiligen Bundesländern und hat zudem Bezug auf die länderindividuellen Versorgungsstufen. Dabei haben die Inhalte des jeweiligen Versorgungsvertrags des Krankenhauses wiederum eine Relevanz für die Krankenhausfinanzierung im Rahmen der dortigen jährlichen Entgeltverhandlungen.
Bei einer Krankenhausapotheke schließt das Krankenhaus einen Versorgungsvertrag mit dieser ab (§ 14 Abs. 5 ApoG).